# مراد هالستيد
مراد هالستيد (بالإنجليزية: Murat Halstead)‏ هو صحفي ومراسل عسكري أمريكي، ولد في 2 سبتمبر 1829 في مقاطعة بتلر في الولايات المتحدة، وتوفي في 2 يوليو 1908 في سينسيناتي في الولايات المتحدة.